# Ghada Mehat
Ghada Mehat (* 1. Mai 1995 in Sétif) ist eine algerische Fußballschiedsrichterin.
Seit 2022 steht Mehat auf der Liste der FIFA-Schiedsrichter und leitet internationale Fußballpartien.
Bei der U-17-Weltmeisterschaft 2024 in der Dominikanischen Republik leitete Mehat zwei Gruppenspiele.